# آسن‌دلفت
آسن‌دلفت (به هلندی: Assendelft) یک منطقهٔ مسکونی در هلند است که در زان‌استاد واقع شده‌است.